# Пражмув (Мазовецьке воєводство)
Пражмув (пол. Prażmów) — село в Польщі, у гміні Пражмув Пясечинського повіту Мазовецького воєводства.
Населення — 494 особи (2011).
У 1975-1998 роках село належало до Варшавського воєводства.

## Демографія
Демографічна структура станом на 31 березня 2011 року:
|          | Загалом | Допрацездатний вік | Працездатний вік | Постпрацездатний вік |
| -------- | ------- | ------------------ | ---------------- | -------------------- |
| Чоловіки | 244     | 54                 | 164              | 26                   |
| Жінки    | 250     | 55                 | 149              | 46                   |
| Разом    | 494     | 109                | 313              | 72                   |